# Burn My Eyes
Burn My Eyes är bandet Machine Heads debutalbum som släpptes i augusti 1994. 
Albumet kategoriseras oftast som en blandning av thrash metal och groove metal med influenser av tidiga Slayer och Pantera. Jämfört med deras samtliga släpp, är Burn My Eyes deras mest råa och aggressiva inspelning genom åren.
Burn My Eyes har sedan dess varit ett framgångsrikt album. År 1994 blev den snabbt en storsäljare inom Roadrunner Records och var ett av de bäst säljande albumen i ett antal år fram till lanseringen av Slipknots självbetitlade debutalbum som släpptes 1999.

## Låtar
1. "Davidian" - 4:55
2. "Old" - 4:05
3. "A Thousand Lies" - 6:13
4. "None But My Own" - 6:14
5. "The Rage To Overcome" - 4:46
6. "Death Church" - 6:32
7. "A Nation On Fire" - 5:33
8. "Blood For Blood" - 3:40
9. "I'm Your God Now" - 5:50
10. "Real Eyes, Realize, Real Lies" - 2:45
11. "Block" - 4:59

## Medverkande
- Robb Flynn - sång, gitarr
- Logan Mader - gitarr
- Adam Duce - bas
- Chris Kontos - trummor